# Cururupu
Cururupu é um município brasileiro do estado do Maranhão.

## História
O território de Cururupu era inicialmente habitado pelos tupinambás. Os primeiros europeus a explorarem a região de Cururupu foram os franceses, que, por volta de 1614, chegaram á então aldeia Cabelo de Velha, chefiada por um cacique de mesmo nome, também apelidado de Cururu. Os franceses estavam realizando viagens de reconhecimento até Zuarupi (Gurupi), explorando a costa do Maranhão durante a expedição de La Ravardière até o ano de 1614, quando da sua expulsão pelas tropas de Jerônimo de Albuquerque.
Em 1816, foi feito o reconhecimento da região por Pedro Teixeira. Com o domínio português, foram registrados conflitos e massacres contra os povos indígenas, em especial pelas expedições comandadas por Bento Maciel Parente, no começo século XVII, que destruíram a aldeia Cabelo de Velha e mataram o cacique.
Entre 1816 e 1835, os indígenas que ainda viviam na região abandonaram a terra, em razão da impossibilidade de convivência pacífica.
Por volta do século XVI, havia grande número de fazendas de produção de farinha de mandioca e de engenhos de açúcar movidos a vapor na região, de propriedade de portugueses vindos de Guimarães. A economia da região utilizava  mão-de-obra escravizada, com o tráfico sendo realizado feito diretamente da Costa do Ouro e Dahomey (Guiné) A cidade de Cururupu teria como embrião a fazenda Cururupu, pertencente ao capitão João Fernandes de Melo.
A freguesia de Cururupu foi criada por meio da Lei Provincial n.º 13, de 8 de maio de 1835. Foi elevada à vila através da Lei Provincial n.º 120, de 3 de outubro de 1841, tendo sido desmembrada do município Guimarães, sendo conhecido anteriormente como 3.º distrito municipal de Guimarães ou 3º distrito municipal de Cabelo de Velha.
Na ocasião da publicação da Lei Áurea, Cururupu (cujo território abrangia o município de Apicum-Açu) tinha 155 fazendas, tendo passado por decadência econômica com o fim da escravidão.
Em 1920, Cururupu foi elevado à cidade, com a Lei Estadual nº 893, de 9 de março de 1920.

## Topônimo
“Cururupu” é um termo tupi que significa “o coaxar dos sapos”, através da junção dos termos kururu (“sapo”) e pu (“som que produzem os sapos”/“coaxar”).

## Geografia
A área do município de Cururupu era de 1.255,667 quilômetros quadrados, o que o coloca na posição 78 dentre as 217 cidades do estado do Maranhão.
| Área da unidade territorial [2024] | 1.255,667 km²                                            |
| Hierarquia urbana [2018]           | Centro de Zona B                                         |
| Região de Influência [2018]        | Arranjo Populacional de São Luís/MA - Capital Regional A |
| Região intermediária [2024]        | São Luís                                                 |
| Região imediata [2024]             | Cururupu                                                 |
| Mesorregião [2022]                 | Norte Maranhense                                         |
| Microrregião [2022]                | Litoral Ocidental Maranhense                             |

Fonte: IBGE
| Bioma predominante [2024]             | Amazônia |
| Área urbanizada [2019]                | 9,52 km² |
| Esgotamento sanitário adequado [2010] | 2,5 %    |
| Arborização de vias públicas [2010]   | 12,6 %   |
| Urbanização de vias públicas [2010]   | 0,4 %    |

Fonte: IBGE

### Relevo
O relevo do município é o do Litoral Ocidental maranhense, sendo suave e moderadamente ondulado, de baixa altitude, apresentando reentrâncias que exibem importantes manguezais e profundos estuários. suave e moderadamente ondulado.
As antigas rias foram transformadas em braços de mar por meio do predomínio de processos de deposição sobre os de erosão, dando origem a extensas superfícies aluviais.

### Clima
O clima é o tropical úmido, dividido dois períodos: chuvoso de janeiro a junho e estiagem de julho a dezembro. A temperatura média anual é superior a 27 °C, com a umidade relativa do ar anual variando de 76% e 82% e os totais pluviométricos entre 1.600 e 2000 m.

### Hidrografia
Cururupu está inserido na Microbacia das Bacias Secundárias do Litoral Ocidental Maranhense e seus principais rios são: Cururupu, Liconde, Uru, São Lourenço, Cabelo da Velha. São rios perenes e que não possuem uma grande piscosidade.

### Vegetação e biodiversidade
A vegetação é caracterizada pela presença dos manguezais, restingas, dunas e resquícios da Floresta Amazônica maranhense.
Parte do território de Tutóia está inserido na Área de Proteção Ambiental das Reentrâncias Maranhenses.
Entre as espécies vegetais do município estãoː o mangue-vermelho (Rhizophora Mangle), o curiri (Allagoptera arenaria), os tucunzeiros (Astrocaryum vulgare), guajerú (Chrysobalanus icaco), cajueiro (Anacardium occidentale), murici (Byrsonima sericea) e o babaçu (Orbignya martiana).

### Demografia
De acordo com o Censo Demográfico de 2022, 57,9% da população é parda, 30,4% é preta e 11,5% é branca. Cerca de 71,4% da população viva na zona urbana e 28,6% vive na zona rural.  O índice de analfabetismo é de 14,5%.
| População no último censo [2022] | 31.558 pessoas                          |
| População estimada [2024]        | 32.608 pessoas                          |
| Densidade demográfica [2022]     | 25,09 habitante por quilômetro quadrado |

Fonte: IBGE

## Economia
O PIB do município foi de R$ 264.587.570 em 2021 (o 79º maior PIB do estado).
A distribuição setorial do PIB em 2021 ficou: agropecuária (15%); indústria (2,85%); serviços administrativos, defesa, educação e saúde públicas e seguridade social (49,88%); serviços (32,25%).
Na agricultura, tem destaque a produção de melancia (14ª maior produtor do estado), além de mandioca, banana, laranja, milho e feijão.
| PIB per capita [2021]                                                                           | 8.126,40 R$       |
| Índice de Desenvolvimento Humano Municipal (IDHM) [2010]                                        | 0,612             |
| Total de receitas brutas realizadas [2023]                                                      | 117.888.600,62 R$ |
| Transferências correntes (Percentual em relação às receitas correntes brutas realizadas) [2023] | 91,93 %           |
| Total de despesas brutas empenhadas [2023]                                                      | 124.466.378,80 R$ |

Fonte: IBGE

## Infraestrutura

### Transportes
Cururupu está ligada a Mirinzal por meio da MA-006; e a Serrano do Maranhão pela MA-008.

### Educação
No município, existem 58 escolas, sendo seis instituições de ensino médio. O município conta ainda com um campus do Instituto Estadual do Maranhão. Em 2010, a taxa de escolarização de crianças entre 6 e 14 anos em Cururupu era de 96,8 %, colocando o município na 105 colocação entre os 217 do estado. Quanto ao Índice de Desenvolvimento da Educação Básica (IDEB) referente ao ano de 2023, os anos iniciais do ensino fundamental na rede pública apresentaram índice de 4,7 enquanto os anos finais atingiram 4,2.
| Taxa de escolarização de 6 a 14 anos de idade [2010]             | 96,8 %           |
| IDEB – Anos iniciais do ensino fundamental (Rede pública) [2023] | 4,7              |
| IDEB – Anos finais do ensino fundamental (Rede pública) [2023]   | 4,2              |
| Matrículas no ensino fundamental [2023]                          | 4.525 matrículas |
| Matrículas no ensino médio [2023]                                | 1.297 matrículas |
| Docentes no ensino fundamental [2023]                            | 284 docentes     |
| Docentes no ensino médio [2023]                                  | 96 docentes      |
| Número de estabelecimentos de ensino fundamental [2023]          | 43 escolas       |
| Número de estabelecimentos de ensino médio [2023]                | 4 escolas        |

Fonte: IBGE

### Saúde
A principal unidade de saúde do município é a Santa Casa de Misericórdia de Cururupu.
| Mortalidade Infantil [2022]              | 9,2 óbitos por mil nascidos vivos        |
| Internações por diarreia pelo SUS [2022] | 424,6 internações por 100 mil habitantes |
| Estabelecimentos de Saúde SUS [2009]     | 24 estabelecimentos                      |

Fonte: IBGE

## Cultura e turismo
As principais atrações turísticas de Cururupu são o Parcel de Manoel Luís, o Farol de São João e a Ilha dos Lençóis.
Outras praias-ilhas com destaque são: Bate-Vento, Mangunça, Guajerutíua, Valha-me Deus, Caçacueira, Peru, São Lucas, Maracujatíua, Caóca, Prainha, Praia do Farol, Porto Alegre, Iguará, Mucunã, Ilha das Moças, entre outras.
As principais manifestações culturais são: bumba-meu-boi com o sotaques costa de mão, típico do município, e de zabumba, tambor de crioula. dança do coco, quadrilha, cacuriá, dança portuguesa, roda de São Benedito e outros.
O padroeiro do município é São João Batista, festejado em junho. A festa religiosa mais popular é de São Benedito, em setembro, organizada pela Irmandade de São Benedito.